# Český Dub I
Český Dub I je část města Český Dub v okrese Liberec. Je zde evidováno 53 adres. Trvale zde žije 201 obyvatel.
Český Dub I leží v katastrálním území Český Dub o výměře 9,04 km2.

## Galerie

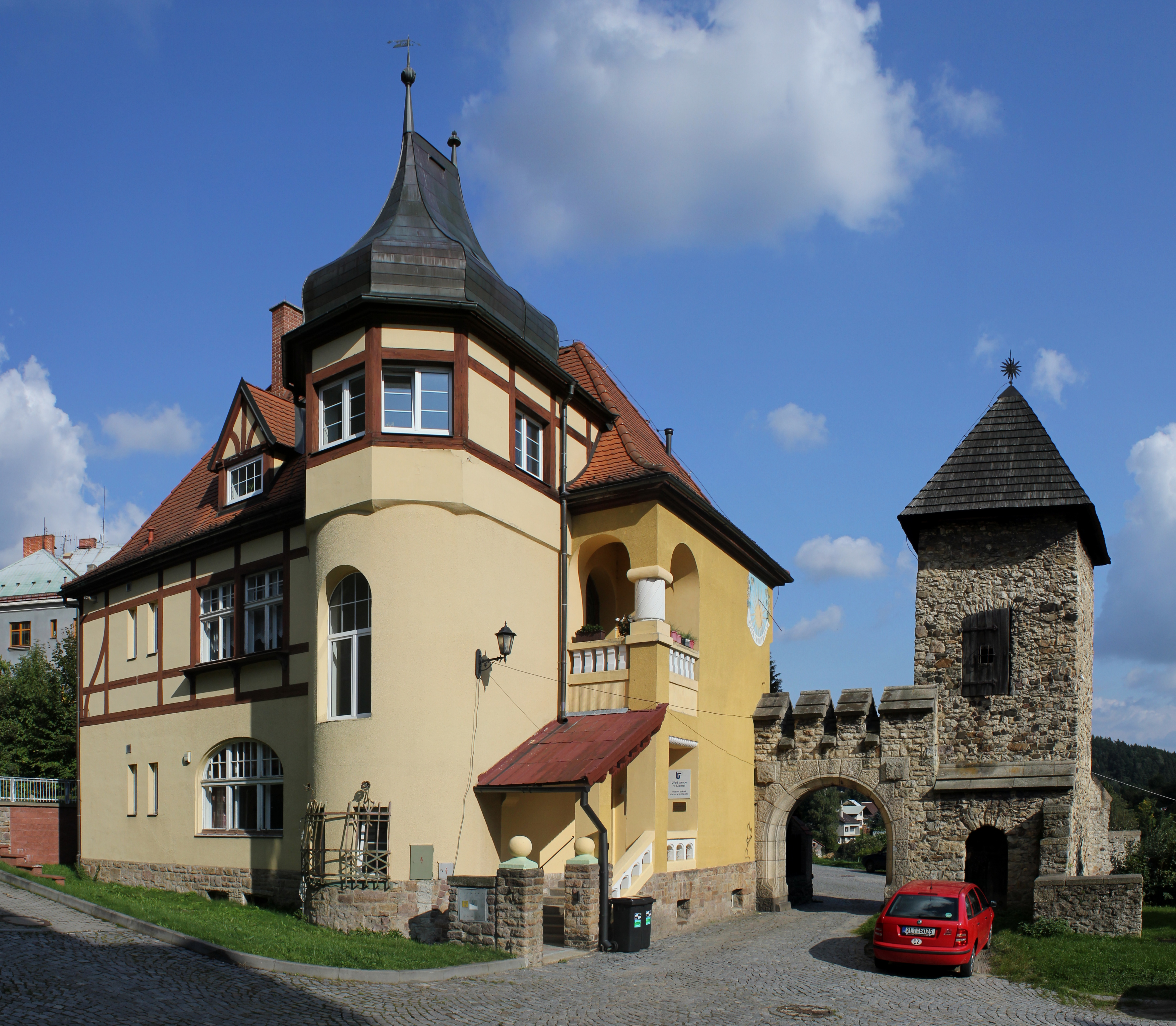
Úřad práce a městská hláska
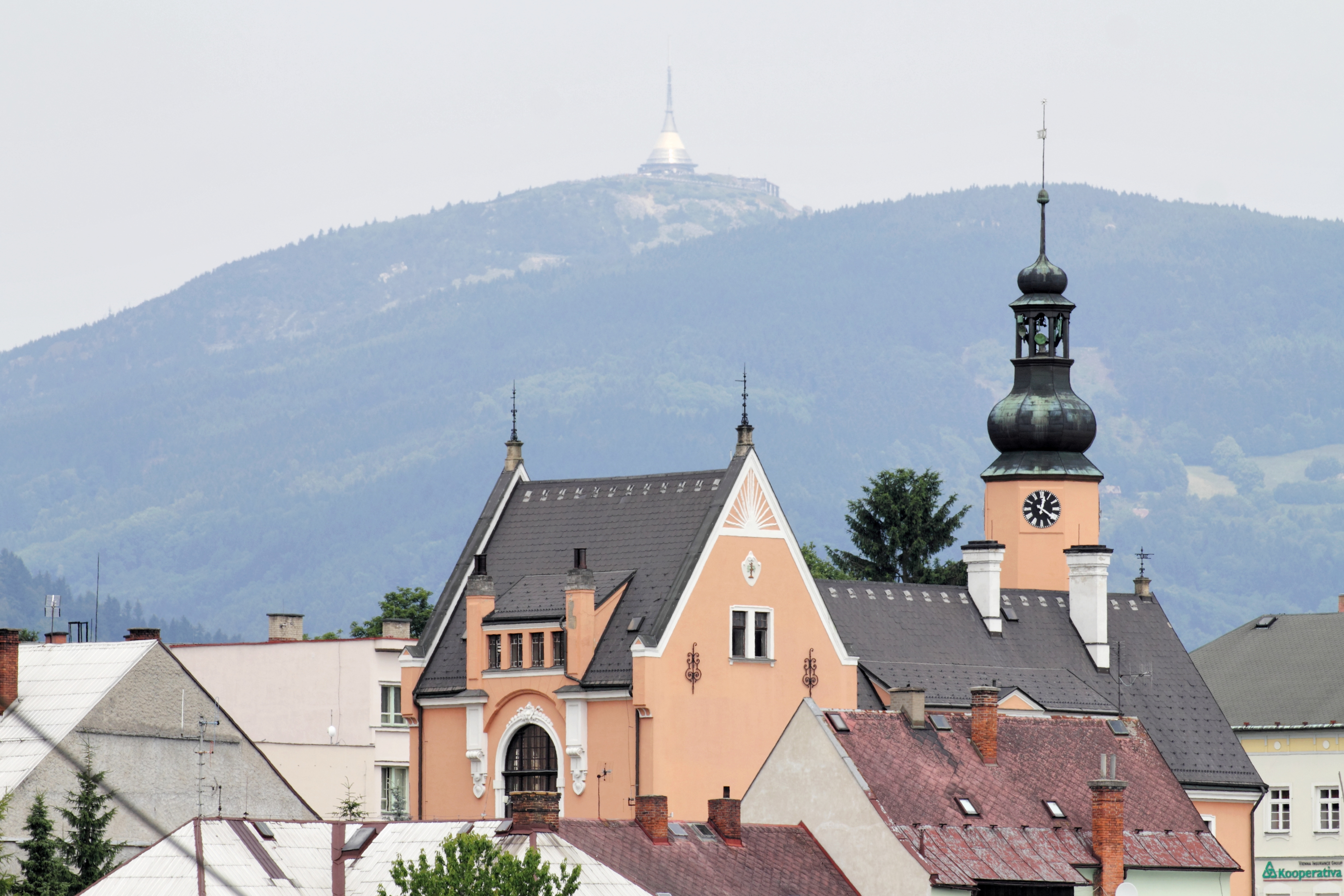
Radnice, na pozadí Ještěd
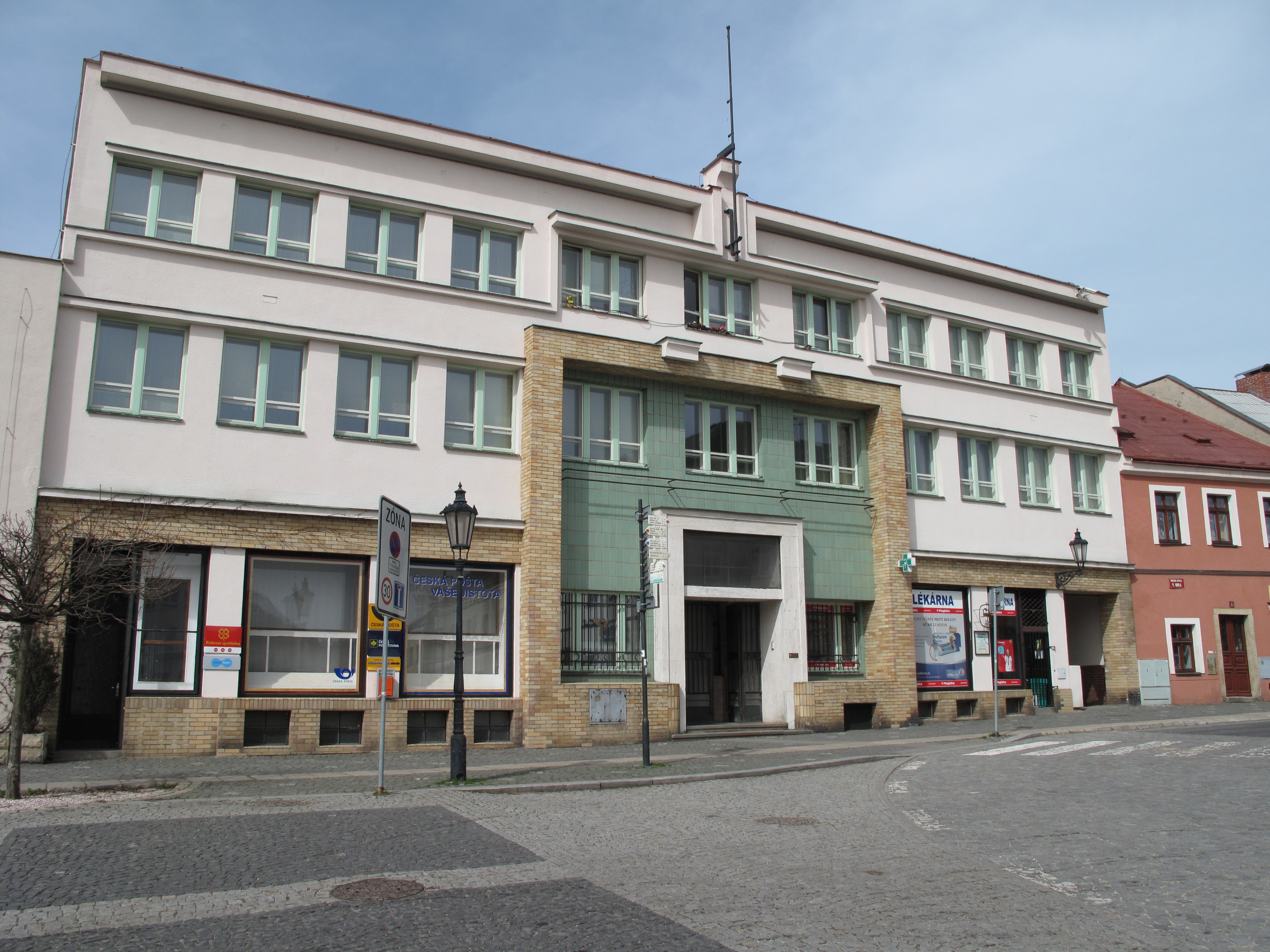
Dům na náměstí Bedřicha Smetany
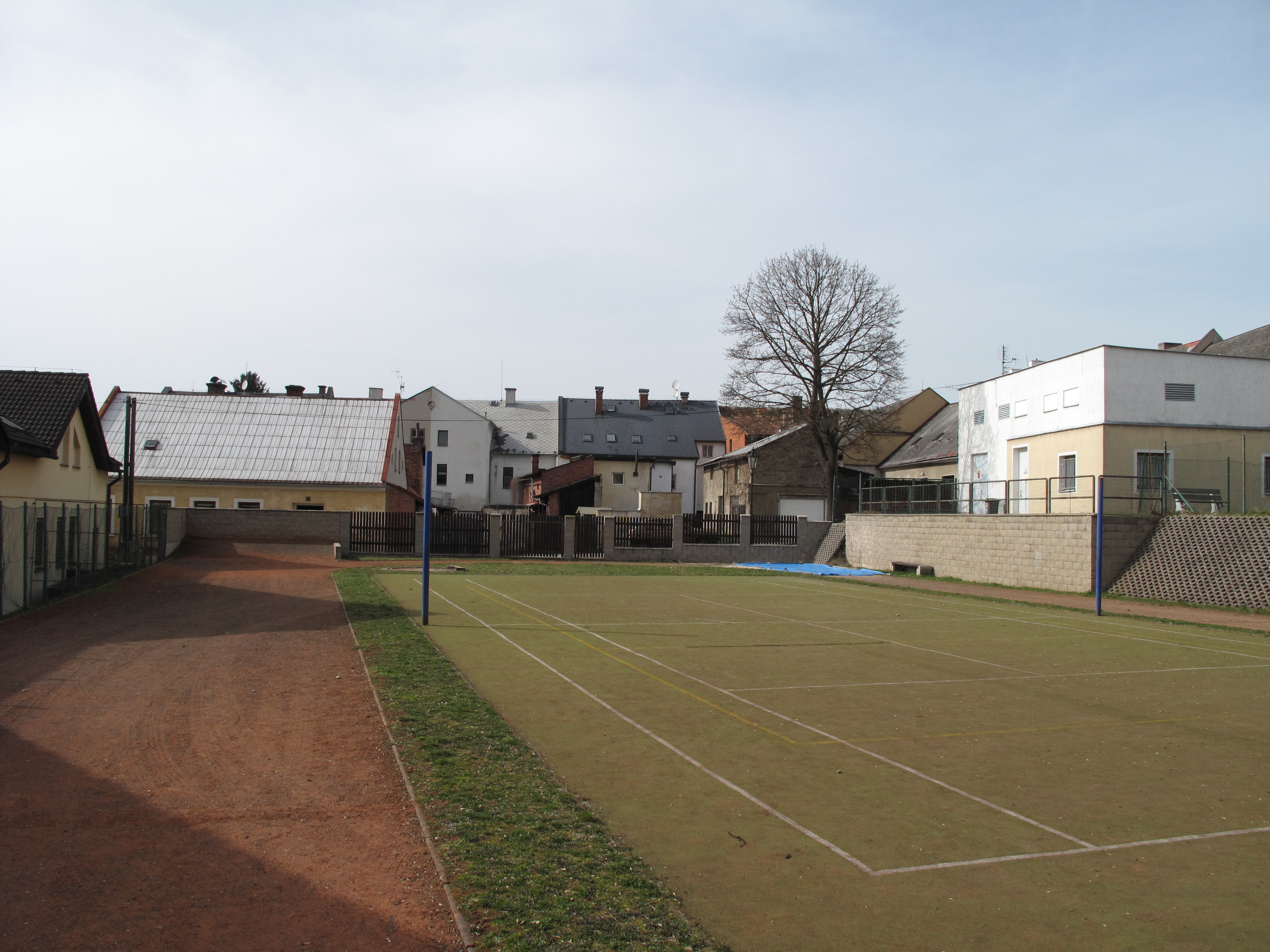
Hřiště základní školy